# Aaron Ramsdale
Aaron Ramsdale (Stoke-on-Trent, 14 mei 1998) is een Engels voetballer die speelt als doelman. In augustus 2021 verruilde hij Sheffield United voor Arsenal.

## Clubcarrière

### Jeugd en professionele debuut
Als 10-jarige ging Ramsdale bij Bolton Wanderers spelen. Hier bleef hij vijf seizoenen tot hij op zijn 15de voor de club niet meer interessant genoeg was omdat hij te klein bevonden werd. Na zijn vertrek bij de Bolton Wanderers ging hij naar de jeugd van Sheffield United. Na de jeugdopleiding succesvol te hebben afgerond, bood de club hem in mei 2014 een beurs aan. In het seizoen 2015/16 wist Ramsdale zijn profdebuut nog niet te maken, en moest gedurende dit seizoen genoegen nemen met twee wedstrijden op de reservebank. In mei 2016 tekende Ramsdale zijn eerste profcontract bij Sheffield.
In het seizoen daarop, 2016/17, wist hij wel zijn debuut in het betaald voetbal te maken. Ramsdale mocht gedurende de twee FA Cup-wedstrijden tegen Leyton Orient en zijn voormalige club Bolton Wanderers onder de lat plaatsnemen. De wedstrijden eindigde respectievelijk in een 6-0 winst en een 3-2 nederlaag.

### AFC Bournemouth
Op 31 januari 2017 tekende Ramsdale een contract van vier en een half jaar bij Premier League club Bournemouth. Ook bij zijn nieuwe club moest Ramsdale echter geduldig zijn. In het restant van seizoen 2016/17 moest Ramsdale genoegen nemen met één wedstrijd op de bank. Ook in de eerste helft van seizoen 2017/18 moest hij genoegen nemen met de reservebank (gedurende één competitiewedstrijd en vier wedstrijden om de EFL Cup).
Tijdens de transferperiode in januari werd Ramsdale uitgeleend aan Chesterfield, uitkomend in de League Two, voor de rest van het seizoen. Hier maakte Ramsdale al snel zijn debuut. Eén dag nadat zijn huurcontract was getekend, stond Ramsdale al onder de lat in de wedstrijd tegen Accrington Stanley, welke uiteindelijk verloren werd met 4-0. Deze wedstrijd meegerekend stond Ramsdale gedurende het restant van het seizoen 19 wedstrijden op het veld. Een seizoen later werd Ramsdale verhuurd aan AFC Wimbledon. Ook hier was hij een vaste waarde. In het seizoen 2019/20 werd Ramsdale weer een basisklant voor Bournemouth in de Premier League. Ondanks de degradatie van Bournemouth werd Ramsdale wel verkozen tot Speler van het Jaar van Bournemouth.

### Sheffield United
Op 19 augustus 2020 tekende Ramsdale een vierjarig contract bij Sheffield United FC, waar hij al eerder speelde. Er werd naar verluidt 18,5 miljoen euro betaald voor de Engelsman. In mei 2021 werd hij door de supporters uitgeroepen tot Speler van het Jaar, hoewel Ramsdale met Sheffield opnieuw degradeerde.

### Arsenal
Ramsdale tekende iets meer dan een jaar later bij Arsenal een meerderjarig contract. Hij maakte op 25 augustus zijn debuut voor Arsenal in de EFL Cup-wedstrijd tegen West Bromwich Albion. Op 11 september maakte hij zijn Premier League-debuut voor Arsenal en hield hij een clean sheet tegen Norwich City (1-0). Hij werd genomineerd als Speler van de Maand voor oktober 2021, maar die prijs ging uiteindelijk naar Mohamed Salah van Liverpool. Na het vertrek van Bernd Leno, die het seizoen ervoor was gepasseerd voor Ramsdale, nam Ramsdale rugnummer 1 over van de Duitser. In aanloop naar het seizoen 2023/24 sprak Ramsdale zich uit tegen de homofobie in het voetbal. Dat seizoen werd hij gepasseerd voor David Raya, die die zomer was overgekomen van Brentford.

## Clubstatistieken
| Seizoen | Club             | Competitie     | Competitie | Competitie | Beker | Beker | Internationaal | Internationaal | Totaal | Totaal |
| Seizoen | Club             | Competitie     | Wed.       | Dlp.       | Wed.  | Dlp.  | Wed.           | Dlp.           | Wed.   | Dlp.   |
| ------- | ---------------- | -------------- | ---------- | ---------- | ----- | ----- | -------------- | -------------- | ------ | ------ |
| 2016/17 | Sheffield United | League One     | 0          | 0          | 2     | 0     | -              | -              | 2      | 0      |
| 2016/17 | Bournemouth      | Premier League | 0          | 0          | 0     | 0     | -              | -              | 0      | 0      |
| 2017/18 | → Chesterfield   | League Two     | 19         | 0          | 0     | 0     | -              | -              | 19     | 0      |
| 2018/19 | → Wimbledon      | League One     | 20         | 0          | 3     | 0     | -              | -              | 23     | 0      |
| 2019/20 | Bournemouth      | Premier League | 37         | 0          | 0     | 0     | -              | -              | 37     | 0      |
| 2020/21 | Sheffield United | Premier League | 38         | 0          | 4     | 0     | -              | -              | 42     | 0      |
| 2021/22 | Sheffield United | Championship   | 2          | 0          | 0     | 0     | -              | -              | 2      | 0      |
| 2021/22 | Arsenal          | Premier League | 34         | 0          | 3     | 0     | 0              | 0              | 37     | 0      |
| 2022/23 | Arsenal          | Premier League | 38         | 0          | 0     | 0     | 3              | 0              | 41     | 0      |
| 2023/24 | Arsenal          | Premier League | 5          | 0          | 4     | 0     | 1              | 0              | 10     | 0      |
| Totaal  | Totaal           | Totaal         | 193        | 0          | 16    | 0     | 4              | 0              | 213    | 0      |

Bijgewerkt op 29 februari 2024.

## Interlandcarrière
Ramsdale is tot nu toe in vier Engelse jeugdelftallen uitgekomen. Zijn eerste wedstrijd voor een nationaal team was uitkomend voor Engeland onder 18. Hij maakte zijn debuut in de met 4–1 gewonnen wedstrijd tegen Ierland onder 18 op 27 maart 2016. Naast deze wedstrijd zou Ramsdale nog een keer uitkomen voor dit team. Dit keer in de 2–0 verloren wedstrijd tegen Zuid-Korea onder 18.
Op 4 september 2016 maakte Ramsdale zijn debuut bij Engeland onder 19 in de oefeninterland tegen België onder 19, welke met 1–0 werd verloren. In november 2016 en maart 2017 keepte Ramsdale in totaal 5 kwalificatiewedstrijden voor het Europees kampioenschap onder 19. Enkel de wedstrijd tegen Wales onder 19 wordt verloren. Deze wedstrijd eindigde in 2–3.
In juni 2017 werd Ramsdale door Bondscoach Keith Downing geselecteerd voor het EK onder 19 in Georgië. Ramsdale keepte alle vijf de wedstrijden, welke allen werden gewonnen. Ramsdale kreeg tijdens dit, uiteindelijk door Engeland gewonnen, toernooi slechts twee tegendoelpunten te verwerken.
Na dit succesvolle toernooi werd Ramsdale in augustus 2017 opgeroepen voor Engeland onder 20. De eerste wedstrijd tegen Nederland onder 20 moest hij nog vanaf de reservebank bekijken, maar tegen zijn leeftijdsgenoten uit Zwitserland en Italië werd hij wel opgesteld. Deze wedstrijden eindigden respectievelijk in een 0–0 gelijkspel en een 1-5 overwinning. De laatste wedstrijd waarin Ramsdale voor dit team in actie kwam, was tegen Duitsland onder 20, welke met 2–1 werd verloren. Ramsdale is tot op heden één keer uitgekomen voor het hoogste Engelse jeugdteam. Voor dit team (-21) keepte hij op 1 juni 2018 de oefeninterland tegen Qatar onder 19. Dit duel werd gewonnen met 4–0.
Tijdens het EK 2020 verving Ramsdale de geblesseerde Dean Henderson in de Engels voetbalselectie. Hij werd ook opgenomen in de selectie voor het WK 2022 in Qatar, maar speelde geen minuut als tweede keeper achter Jordan Pickford. Hij werd op 6 juni 2024 door Gareth Southgate opgenomen in de Engelse selectie voor het EK 2024 in Duitsland. Engeland bereikte de finale, die het met 2–1 verloor van Spanje. Ramsdale kwam op het toernooi niet in actie.

## Interlandstatistieken
Op 15 november 2021 debuteerde Aaron Ramsdale in een kwalificatiewedstrijd voor Engeland tegen San Marino.
| Interlands van Aaron Ramsdale voor Engeland | Interlands van Aaron Ramsdale voor Engeland | Interlands van Aaron Ramsdale voor Engeland | Interlands van Aaron Ramsdale voor Engeland | Interlands van Aaron Ramsdale voor Engeland | Interlands van Aaron Ramsdale voor Engeland |
| №                                           | Datum                                       | Wedstrijd                                   | Uitslag                                     | Competitie                                  | Goals                                       |
| ------------------------------------------- | ------------------------------------------- | ------------------------------------------- | ------------------------------------------- | ------------------------------------------- | ------------------------------------------- |
|                                             |                                             |                                             |                                             |                                             |                                             |
| Als speler bij Arsenal                      |                                             |                                             |                                             |                                             |                                             |
| 1.                                          | 15 november 2021                            | San Marino – Engeland                       | 0 – 10                                      | Kwalificatie WK 2022                        |                                             |
| 2.                                          | 11 juni 2022                                | Engeland – Italië                           | 0 – 0                                       | Nations League 2022/23                      |                                             |
| 3.                                          | 14 juni 2022                                | Engeland – Hongarije                        | 0 – 4                                       | Nations League 2022/23                      |                                             |
| 4.                                          | 12 september 2023                           | Schotland – Engeland                        | 1 – 3                                       | Vriendschappelijk                           |                                             |
| 5.                                          | 7 juni 2024                                 | Engeland – IJsland                          | 0 – 1                                       | Vriendschappelijk                           |                                             |